# Henry Fleetwood Thuillier
Sir Henry Fleetwood Thuillier KCB, CMG (* 30. März 1868 in Meerut, Britisch-Indien; † 11. Juni 1953) war ein britischer Offizier, zuletzt Major-General, der im Ersten Weltkrieg als Director of Gas Services der British Expeditionary Force (BEF) sowie als Divisionskommandeur diente.

## Leben
Thuillier wurde als Sohn von Henry Ravenshaw Thuillier, einem späteren Colonel und wie vor ihm sein Vater Henry Edward Landor Thuillier als Surveyor General of India tätig, geboren und am Wimbledon College und der Royal Military Academy Woolwich ausgebildet. 1887 trat er als 2nd Lieutenant den Royal Engineers bei und wurde drei Jahre später zum Lieutenant befördert. 1895 diente Thuillier in der Chitral-Expedition in Wasiristan und erhielt 1898 die Beförderung zum Captain. 1902 erschien sein Werk The Priciples of Land Defence and Their Application to the Conditions of To-Day, in dem er sich unter anderem mit dem Zweiten Burenkrieg auseinandersetzte.
Im Ersten Weltkrieg befehligte er von Oktober 1915 bis März 1916 die 2nd Brigade der 1st Division der BEF. Anschließend wurde er zum Director of Gas Services ernannt. Als solcher hatte er die Aufsicht sowohl über die offensive als auch die defensive chemische Kriegsführung. Sein Untergebener Charles Howard Foulkes, zuständig für den offensiven Gaseinsatz, war notorisch eigensinnig und setzte sich häufig über Thuilliers Anweisungen hinweg. Er folgte ihm später nach. Sein anderer direkter Untergebener war Stevenson Lyle Cummins vom Royal Army Medical Corps, zuständig für Gasschutz und -abwehrmaßnahmen.
Im Juni 1917 übernahm Thuillier den Befehl über die 15th (Scottish) Division, die in dieser Zeit an der Dritten Flandernschlacht beteiligt war. Bereits im Oktober 1917 wurde er abberufen, um eine Stelle als Controller of Chemical Warfare im Ministry of Munitions zu übernehmen. Er war von 1917 bis 1918 auch Vorsitzender des Chemical Warfare Committee. Nach Kriegsende war er zeitweilig General Officer Commanding, Taranto in Tarent, dem Einschiffungshafen des British West Indies Regiment, das zu dieser Zeit meuterte.
In der Zwischenkriegszeit war Thuillier unter anderem von 1920 bis 1923 General Officer Commanding the Thames and Medway Area, Director of Fortification and Works im War Office und von 1927 bis 1930 Kommandeur der 52nd (Lowland) Division, bevor er sich in Cheltenham zur Ruhe setzte. Er betätigte sich unter anderem als lokaler Vorsitzender der Veteranenvereinigung British Legion und war ab 1936 Deputy Lieutenant von Gloucestershire, später auch Colonel-Commandant der Royal Engineers. Er hielt 1936 vor dem Royal United Services Institute einen Vortrag mit dem Titel Can Methods of Warfare Be Restricted? 1938 erschien sein Werk Gas in the Next War, das auch ins Deutsche übersetzt wurde.

## Familiäres
Thuillier heiratete 1894 Helen Shakespear, Tochter des Generalmajors S. R. Shakespear. Thuilliers ältester Sohn Henry Shakespear war wie sein Vater Offizier und betätigte sich auch als Autor. Sein zweiter Sohn George Fleetwood fiel im März 1918 als Captain an der Westfront.